# Fascitis plantar
La  fascitis plantar es un  cuadro de síntomas inespecíficos caracterizado principalmente por el dolor en la zona de aponeurosis plantar (que es el tejido conectivo que sostiene el arco) del pie.

## Etiología y fisiopatología
Debido a que la denominación fascitis plantar sugiere una patología inflamatoria, pero la evidencia científica no respalda esta característica (ni en la causa ni en la fisiopatología), se ha propuesto sustituir este término por dolor plantar en el talón (plantar heel pain) para designar genéricamente al dolor de la planta del pie, en ausencia de una patología más específica.
Clásicamente se ha atribuido el problema a un calzado inadecuado, malas posturas, trabajo excesivo de esta zona, pronación excesiva del pie, pobre flexibilidad y fuerza de los músculos flexores plantares y sobreestiramiento del tendón de Aquiles.

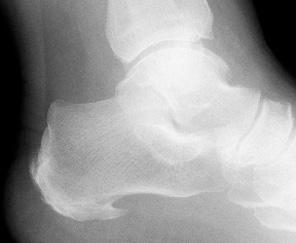
Radiografía que muestra un espolón calcáneo

La fascitis plantar ha sido relacionada frecuentemente con la existencia de espolón calcáneo, un hallazgo radiológico consistente en una exostosis del calcáneo, reacción perióstica al aumento de tracción de la musculatura plantar medial del pie; aunque no debe considerarse como patognomónico de esta enfermedad, dado que la fascia plantar se inserta por encima del espolón y no como prolongación del mismo.

## Clínica
El síntoma principal es dolor plantar en el talón o en la zona media de la planta del pie, que no suele deberse a un traumatismo concreto, sino a microtraumatismos repetitivos por el trabajo habitual o el deporte. El dolor se siente normalmente en la base antero-medial del talón, y suele intensificarse por las mañanas, o tras un tiempo en reposo, por la rigidez que se presenta durante esos periodos, y al realizar ejercicios que demanden de un aumento mayor de la carga sobre la zona.

## Tratamiento
El tratamiento suele incluir fisioterapia, AINE o corticosteroides, y necesariamente la modificación del reparto de fuerzas plantares con plantillas o soportes plantares termoconformados. Un calzado adecuado o usar una férula nocturna sirve como remedio y como prevención. En casos agudos y como medida paliativa puede realizarse un vendaje funcional que elimine la tensión plantar medial (dura aproximadamente de 2 a 3 días) o infiltraciones de corticoides directamente en la inserción fascial plantar talar. Posibles alternativas a los corticoides son las infiltraciones de proloterapia, son infiltraciones con suero fisiológico, dextrosa y anestésico, con suficiente evidencia demostrada y con escasos efectos adversos. En casos muy extremos y pocos frecuentes hay que recurrir a la cirugía.